# An–14
Az An–14 Pcsolka (=Méhecske, NATO-kódja: Clod) a kijevi Antonov-tervezőiroda rövid fel- és leszállási úthosszal rendelkező (STOL), kétmotoros, többcélú könnyű szállító repülőgépe. 1958-ban repült először.

## Története
Az An–2 leváltására szánt repülőgép kifejlesztésének gondolata 1951-ben merült fel. Az Antonov-tervezőiroda (OKB–473) 1955-re elkészítette a gép koncepcióját és előzetes vázlatait, majd 1956-ban hivatalos kormányzati megbízást kapott a rövid kifutópályát igénylő repülőgép kifejlesztésére. A tervezőmunkát Oleg Antonov helyettese, Alekszandr Belolipeckij irányította. Az СССР-Л1958 lajstromjelű első prototípus először 1958. március 14-én emelkedett a levegőbe a szvjatosinói repülőtérről. Ezen a gépen a személyzet és az utasok ki- és beszállására a törzs hátsó részén kialakított ajtó szolgált. Még ugyanannak az évnek az őszén elkezdődtek a hatósági próbák, ezzel egy időben pedig elkezdték a speciális kialakítású (pl. sebesültszállító és mezőgazdasági) változatokkal is a kísérleteket.
A második prototípus az ajtó helyett a törzs hátsó részén egy nagyméretű teherajtót kapott. Az első két prototípust kilenchengeres, 179 kW-os (240 LE) Ivcsenko AI–14 csillagmotorokkal szerelték fel. Az An–14A jelzésű harmadik prototípusba, majd az ez alapján készült sorozatgyártású példányokba azonban már az erősebb, 224 kW (300 LE) teljesítményű, reduktorral felszerelt Ivcsenko AI–14RF csillagmotorokat építették. A harmadik prototípuson kisebb módosításokat hajtottak végre. Pozitív V-beállítású lett a vízszintes vezérsík, valamint megnövelték az osztott függőleges vezérsíkok méretét. Ezzel a géppel 1961-ben kezdődtek el a próbarepülések. 1961. szeptember 21-én egy próbarepüléssorán a géppel a Kijevi területen egy mocsaras területre szálltak le, ennek következtében a gép kisebb sérüléseket szenvedett. A balesetet követően még néhány konstrukciós változtatást végeztek. Megnövelték a szárny méretét, átalakították a törzs orr-részét, és nagyobbak lettek a futószárak. A motor pedig a kéttollú légcsavarok helyett háromtollú légcsavart kapott.
Sorozatgyártása 1965-ben kezdődött és 1972-ig tartott. Ezen időszak alatt 332 db-ot építettek. A sorozatgyártást az Arszenyjevi Repülőgépgyár (ma: Progressz Repülőgépgyár) végezte a távol-keleti, Tengermelléki határterületen fekvő Arszenyjevben.
Az 1980-as évektől folytattak kísérleteket az An–14A-n alapuló An–14S jelű, légpárnás futóművel felszerelt kísérleti prototípussal.
Már a harmadik prototípus építésének idején felmerült a csillagmotorok helyett erősebb légcsavaros gázturbinák alkalmazása. 1962-ben kidolgozták a GTD–350-es gázturbinával és egy négytollú légcsavarral felszerelt változatot, az An–14V-t, de a tervet nem valósították meg.
Az 1960-as évek második felére készült el a gép jelentősen módosított gázturbinás változata, az An–14M. A gépbe GTD–550ASZ légcsavaros gázturbinát építettek. A nagy teljesítményű hajtóművel majdnem kétszeresére nőtt a legnagyobb sebesség, de ezzel együtt romlottak a rövid fel- és leszállási tulajdonságok. Jelentős szerkezeti módosításokat is végeztek a gép sárkányszerkezetén. Meghosszabbították és módosították a törzset; az oldalára is építettek utasajtót, a futóműve pedig félig behúzható lett. Az An–14M 1968. április 30-án repült először. A gépet később An–28 típusjellel gyártották.

## Szerkezeti kialakítása és műszaki jellemzői
Teljesen fémépítésű, felsőszárnyas kialakítású repülőgép. A rövid fel- és leszállási tulajdonság érdekében nagy fesztávolságú, karcsú, egyenes szárnyakat kapott, amelyek merevítettek. A merevítődúcok a gép törzséhez a főfutónál, a szárnyhoz a motorgondoláknál csatlakoznak. A két darab Ivcsenko AI-14RF csillagmotort a szárnyakon kialakított motorgondolákban helyezték el. A törzs hátsó részén alakították ki az ajtót. A személyzet és az utasok is ezen szállhatnak be a gépbe. Az ajtó kialakítása optimális deszant- és ejtőernyős ugrási feladatok végrehajtására. A szárnyban elhelyezett üzemanyagtartályok kapacitása 383 l. A tehertér 3,1 m, szélessége 1,53 m, magassága 1,6 m, 7–9 fő utas, vagy 600 kg teher elhelyezésére alkalmas. Személyzete egy vagy két fő. Futóműve tricikli elrendezésű, nem behúzható. Jó repülőtulajdonságokkal rendelkező, könnyen repülhető típus.

## Alkalmazása
Az An–2-est felváltó többcélú repülőgépnek szánták, de mégsem sikerült a sokkal robusztusabb kialakítású gép helyébe lépnie.
Elsősorban az Aeroflot alkalmazta, de néhány példányát a szovjet légierő is használta. A gépeket főleg a repülőtérrel nem rendelkező, szárazföldön nehezen megközelíthető régiókban használták. A Szovjetunióban a polgári légi közlekedésben az 1980-asévek elejéig használták.
Exportálták is, az NDK-ban és Afganisztánban (1985-1991 között) katonai szállító repülőgépként használták. Szolgálatban állt Bulgáriában és Guineában is. Napjainkban még néhány tucat An–14 üzemel.

## Típusváltozatok
- An–14 – 240 LE-s motorokkal felszerelt prototípus, két darab épült belőle.
- An–14A – Erősebb, Ivcsenko AI–14RF motorokkal felszerelt harmadik prototípus, amely egyúttal a sorozatgyártású változat lett. Egy példányban készült.
- An–14A (sorozatgyártású) – A harmadik prototípus módosított változata, 1965–1970 között gyártották sorozatban.
- An–14B – V-elrendezésű, pillangó-vezérsíkokkal felszerelt változat. Csak terv maradt, nem építették meg.
- An–14V – GTD–350 gázturbinával és négytollú légcsavarral ellátott változat. Terv maradt, nem készült el.
- An–14M – Modernizált, módosított szerkezetű, GTD–550ASZ gázturbinával felszerelt változat. 1968. április 30-án repült először. Az An–28 prototípusa.
- An–14S – Légpárnás futóművel ellátott kísérleti változat, 1983 elején repült először.

## Műszaki adatok (An–14A)

### Tömeg- és méretadatok
- Hossz: 11,36 m
- Fesztáv: 21,99 m
- Magasság: 4,63 m
- Szárnyfelület: 39,72 m²
- Utaskabin mérete: 3,1 m × 1,53 m × 1,6 m
- Normál felszállótömeg: 3450 kg
- Maximális felszállótömeg: 3630 kg
- Üres tömeg: 2600 kg

### Motorok
- Motorok száma: 2 db
- Motor típusa: Ivcsenko AI–14RF kilenchengeres, léghűtéses csillagmotor
- Teljesítmény: 2 × 224 kW (300 LE)

### Repülési adatok
- Gazdaságos utazósebesség: 175 km/h
- Maximális sebesség: 222 km/h
- Maximális hatótávolság: 680 km
- Utazómagasság: 5000 m
- Emelkedőképesség: 5,3 m/s
- Szárny felületi terhelése: 87 kg/m²
- Leszálló sebesség: 78 km/h
- Felszállási úthossz: 100 m
- Kigurulási úthossz: 100 m

## Lásd még
- An–28

## Hasonló repülőgépek
- Short Skyvan
- IAI Arava